# 秘密会
秘密会（ひみつかい）とは、議会など公開が原則の会議を非公開で行うことをいう。

## 日本の国会

### 本会議
日本国憲法57条1項ただし書きで、出席議員の3分の2以上の多数で議決したときは、秘密会を開催することができる旨規定している。そして、2項において、秘密会の中で特に秘密を要すると認められたもの以外は、これを公表すると規定している。
以上の内容は本会議において適用されるが、日本国憲法下では本会議で秘密会を開催した例は無い。
なお、議員が公表されていない秘密会の議事を漏洩した場合などは、懲罰の対象となる。

### 委員会
国会法52条2項で、委員会はその決議により秘密会とすることができる旨規定しており、この場合の決議は委員の過半数で足りる。秘密会の実施例としては、議院運営委員会において議員の逮捕許諾請求があった場合において、捜査当局の説明を聴取する場合に主に用いられている。一例では、第168回国会のテロ防止特別委員会で、防衛省の元職員がテレビ等で映されることによる被害のおそれがあるとして、参考人招致を一回断ったので、秘密会形式で参考人招致を行った例もある。

## 日本の地方議会
地方自治法115条1項により、議長又は議員3人以上の発議により、出席議員の3分の2以上の多数で議決したとき、秘密会を開催できる。最近の例としては、千葉県議会が収用委員会委員の任命の同意にあたり、委員候補者が過激派に襲撃されるおそれがあるとして秘密会を開催した事例がある。
静岡県議会は2015年3月、川勝平太知事が提出した県の新教育長の人事案で、候補者の高木桂蔵・静岡県立大学教授が過去に逮捕された経歴があるという指摘があったため、候補者のプライバシー保護のため、人事案を所管する総務委員会が秘密会で開催され、経歴が審議された。最終的に人事案は否決された。
神奈川県鎌倉市議会2015年12月議会において、鎌倉市議会議員長嶋竜弘の発議により、教育子ども未来常任委員会、総務常任委員会において、秘密会が開催されている。

## 秘密会に関連する裁判
神奈川県湯河原町の町議会の秘密会で長年に渡り滞納者の個人情報名簿が議員に配布されていた問題をめぐり、ゆがわら町民オンブズマンが秘密会の議事録を開示する事を求め湯河原町に対して提訴し、勝訴している。